# Wuustwezel
Wuustwezel (parfois Westwesel en français) est une commune néerlandophone de Belgique située en Région flamande dans la province d'Anvers.

## Héraldique
|  | La commune possède des armoiries qui lui ont été octroyées le 28 novembre 1821 et confirmées le 8 octobre 1858. De nouvelles armoiries lui ont été octroyées le 2 septembre 1985. Les anciennes armoiries montraient les meubles des armoiries de la famille De Vinck, "vink" se traduisant "pinson" en français, seigneurs de Wuustwezel du milieu du XVIIe siècle jusqu'en 1793. Les couleurs sont les couleurs nationales néerlandaises, comme en 1813 le bhourgmestre a introduit sa demande sans indiquer les couleurs. Les armoiries ont donc été octroyées aux couleurs nationales néerlandaises. Lorsque les armoiries ont été confirmées après l'indépendance de la Belgique, les couleurs n'ont pas été changées. Les nouvelles armoiries combinent les pinsons avec les armoiries de Loenhout. Les armoiries de Loenhout lui avaient été octroyées le 14 janvier 1902. Elles montraient la barre à damier des comtes de la Marque et une lettre L, l'initiale de la ville. Lorsque le conseil communal demanda des armoiries en 1902, il avait choisi les armoiries de l'un des anciens propriétaires du domaine de Loenhout, sans la lettre "L". Le domaine a été en possession de nombreuses familles différentes, parmi lesquelles les comtes d'Aremberg, une branche des comtes de la Marque. La famille a possédé le domaine à la fin du XVe siècle jusqu'en 1610. Blasonnement : Partitionné en 1 d'azur à trois pinsons d'or, en 2 de gueules à une barre transversale de trois rangées d'argent et de gueules. (Traduction libre) Source du blasonnement : Heraldy of the World. |

## Géographie

### Sections de la commune
| # | Section    | Superf. (km²) | Habitants (2020) | Habitants par km² | Code INS |
| - | ---------- | ------------- | ---------------- | ----------------- | -------- |
| 1 | Wuustwezel | 58,34         | 16.846           | 289               | 11053A   |
| 2 | Loenhout   | 31,06         | 4.356            | 140               | 11053B   |

### Communes limitrophes
|                      | Zundert (P-B) | Meer        |
| Kalmthout            | Wuustwezel    | Hoogstraten |
| Kapellen, Brasschaat | Brecht        | Rijkevorsel |

## Démographie

### Évolution démographique: Avant la fusion des communes
- Sources : INS, Rem. : 1806 jusqu'en 1970 = recensements, 1976 = nombre d'habitants au 31 décembre[3].

### Évolution démographique de la commune fusionnée
Graphe de l'évolution de la population de la commune (la commune de Wuustwezel étant née de la fusion des anciennes communes de Wuustwezel et de Loenhout, les données ci-après intègrent les deux communes dans les données avant 1977.
- Source : DGS - Remarque: 1806 jusqu'à 1981=recensement; depuis 1990=nombre d'habitants chaque 1er janvier[4]

## Culture et patrimoine

### Personnalités de la commune
- Jelena Peeters, une patineuse (roller en ligne et patinage de vitesse) habite dans la commune